# Senbazuru

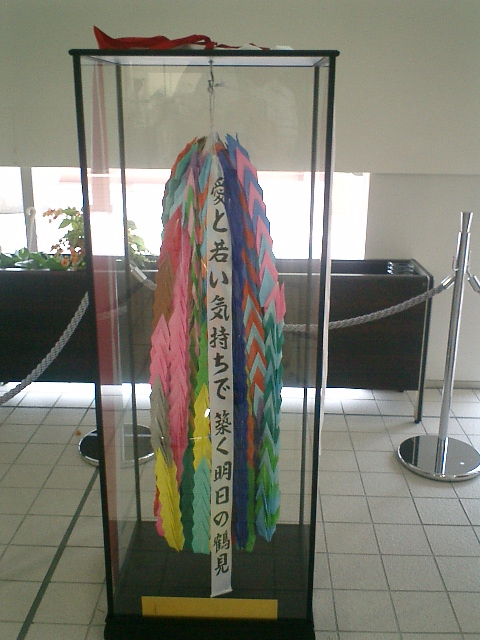
Las mil grullas de origami.

Las Mil grullas de origami (千羽鶴 Senba-tsurú?) son un conjunto de mil grullas de origami unidas por hilos.

## Historia
Una antigua leyenda japonesa promete que cualquiera que haga mil grullas de papel recibirá un deseo de parte de una grulla, tal como una vida larga o la recuperación de una enfermedad.
Las mil grullas de origami se convirtieron en símbolo de paz en Japón, debido a la historia de Sadako Sasaki (1943-1955), una pequeña niña japonesa que deseó curarse de su enfermedad producida por la radiación de la bomba atómica (leucemia) construyendo mil grullas.

## Impacto Literario
El cuento de la escritora argentina Elsa Bornemann, "Mil grullas", trata el mismo tema: Naomi Watanabe y Toshiro Ueda son dos adolescentes de Hiroshima y él está visitando a sus abuelos, en la aldea de Miyashima cuando cae la bomba. Encuentra a Naomi en un hospital tratando de hacer grullas. Toshiro completa las mil y se las entrega a la chica, pero ella muere al día siguiente. 31 años después, Toshiro cumple 42, se casa, tiene 3 hijos y es gerente de una sucursal de un banco en Londres. Serio y poco comunicativo, pero a pesar de todo siempre se encuentran un par de grullas de origami sobre su escritorio. Cumpliendo así el deseo de Naomi de que nunca la olvide.